# Ханты ясанг
Ханты ясанг (хант. Хӑнты ясӑӈ — Хантийське слово) — газета хантийською мовою, що видається в Ханти-Мансійську (Ханти-Мансійський автономний округ — Югра).

## Історія
На початку 1930-х років було утворено окружну газету «Ханты-Манчи шоп (шой)». В газеті почали публікувати замітки хантийською мовою.
1 листопада 1957 року було видано перше число хантийськомовної газети під назвою «Ленин пант хуват» («За ленінським шляхом»). Її редактор — хантийський письменник Григорій Дмитрович Лазарев.
З моменту утворення газети виходила на двох шпальтах. Співробітники газети перекладали хантийською мовою матеріали, що публікувалися в окружній газеті «Ленинская правда».
Наприкінці 1950-х років у «Ленин пант хуват» були опубліковані перші статті мансійською мовою про проблеми освіти, медицини та культури. Здійснювався переклад новин з російської мови на мансійську.
1991 року ця газета була розділена на хантийськомовну «Ханты ясанг» і мансійськомовну «Луима сэрипос».
З середини 2000-х років газета друкується чотирма хантийськими діалектами: ваховським, казимським, сургутським та шуришкарським.
Виходить раз на тиждень на чотирьох шпальтах. Наклад коливається від 500 до 1000 примірників. Як додаток випускається дитяча газета «Хӑтӆые».